# 伊藤芳浩
伊藤 芳浩（いとう よしひろ、1970年11月17日 - ）は、日本の聴覚障害者|ろう者・コミュニケーションバリアフリーエバンジェリスト。NPO法人インフォメーションギャップバスター理事長、NPO法人DPI日本会議 特別常任委員、一般社団法人遠隔手話通訳協会理事、ビジネスと人権市民社会プラットフォーム 幹事、ビジネスと人権対話救済機構 ステークホルダーパネル、デジタル庁認定 デジタル推進委員、デジタルアクセシビリティアドバイザー。

## 略歴
- 1970年11月 岐阜県羽島市出身[1]。
- 1977年3月 京都府立ろう学校幼稚部卒業後、統合教育(インテグレーション)を受けるために地元の小学校へUターン[2]。
- 1990年4月 車椅子の仲間たちで構成されたAJU自立の家でのボランティア活動に従事し、周りに存在している弱い立場の人を支えることが豊かな社会づくりにつながることを経験を通して知る[3]。
- 1991年4月 聞こえない学生たちで構成された全国聴覚障害者懇談会 中央委員長をつとめる[4]。
- 1993年3月 名古屋大学理学部物理学科卒業[5]。
- 1993年4月 日立製作所に入社し、基盤系ソフトウェア開発、新事業創出、デジタルマーケティングなどに従事。
- 2010年12月 情報格差・コミュニケーションバリアを解消する任意団体(インフォメーションギャップバスター)を設立[6]。
- 2011年8月 横浜市のNPO法人認証を受け、代表(理事長)に就任[6]。
- 2014年5月 電話リレーサービスの公的サービス化のために活動開始[7]。
- 2020年11月 第6回糸賀一雄記念未来賞を団体として受賞[8]。
- 2024年4月 参議院国民生活・経済及び地方に関する調査会 参考人として「聴覚障害者と情報保障について」について意見を述べる [9]。
- 2024年8月 TEDxTIU「UNSPOKEN」に日本手話話者として日本初の登壇 [10]。
- 2024年11月 デジタル庁「サービスデザイン関連ガイドライン改訂に係る検討会」構成員就任 [11]。

## 活動

### メディア出演
- 2012年5月6日 NHK Eテレ『みんなの手話「デフぴーぷる』[12]
- 2014年-2018年 NHK Eテレ『手話ニュース』に数回出演[13]
- 2017年10月7日 ラジオ番組「Colorful Style Lab」に出演[14]
- 2023年6月7日 NHK Eテレ『ハートネットTV』 #ろうなん 6月号「どうする？医療現場の情報格差」に出演[15]
- 2023年9月24日 NHK Eテレ『ナンブンノイチ(11) 85分の1のヒトって? 手話通訳士』に出演[16]
- 2024年４月26日 tvk（テレビ神奈川）『目で聴くテレビ』に出演[17]

他多数

### 掲載記事
- 2017年7月20日 神奈川新聞「かながわ人」にて紹介[18]。
- 2017年12月14日 朝日新聞 「ひと」にて紹介[19]。
- 2020年11月14日 中日新聞 第6回糸賀一雄記念未来賞受賞[20]
- 2020年12月3日 中日新聞 電話リレーサービス公的サービス化に向けたコメント[21]
- 2021年1月14日 タウンニュース 第6回糸賀一雄記念未来賞受賞[22]
- 2021年2月8日 読売新聞 電話リレーサービス公的サービス化に向けたコメント[23]。
- 2021年2月11日 オルタナ (雑誌) 東京オリンピック・パラリンピック組織委員会の森喜朗会長の女性蔑視発言に対するコメント[24]
- 2021年2月14日 朝日新聞 コロナ社会でのコミュニケーションバリアについてコメント[25]。
- 2021年4月5日 東京新聞 コロナ社会でのコミュニケーションバリアについてコメント[26]。
- 2021年7月8日 茨城新聞 茨城県鹿行聴覚障害者協会での講演[27]
- 2021年7月26日 朝日新聞 オリンピック・パラリンピックなど国民的行事の放送で手話通訳の放映を行うよう要望[28]。
- 2021年8月4日 オルタナ (雑誌) オリンピック・パラリンピックなど国民的行事の放送で手話通訳の放映を行うよう要望[29]
- 2021年9月7日 毎日新聞 オリンピック・パラリンピックなど国民的行事の放送で手話通訳の放映を行うよう要望[30]。
- 2021年12月25日 毎日新聞 難聴児の早期発見・早期療育推進のための基本方針案のパブコメを手話動画でも提出可能に要望[31]。
- 2022年4月11日 オルタナ (雑誌) インターネット報道番組「アベマプライム」耳が聞こえない親を持つ子ども「コーダ」の特集企画放送でのひろゆき氏の発言に対するコメント[32]
- 2022年4月27日 朝日新聞 難聴児の早期発見・早期療育推進のための基本方針案のパブコメを手話動画でも提出可能に要望[33]。
- 2022年5月19日 毎日新聞 障害者情報アクセシビリティー・コミュニケーション施策推進法成立に関してコメント[34]。
- 2022年5月20日 朝日新聞 五輪の開会式のテレビ放映における情報バリアについてコメント[35]。
- 2022年7月8日 読売新聞 障害者情報アクセシビリティー・コミュニケーション施策推進法成立に関してコメント[36]
- 2023年11月26日 東京新聞 佳子さま南米ペルーを公式訪問の際、現地の子どもたちの前で披露した手話についての各メディアの誤報に関するコメント（１）[37]
- 2023年12月15日 朝日新聞 佳子さま南米ペルーを公式訪問の際、現地の子どもたちの前で披露した手話についての各メディアの誤報に関するコメント（２）[38]
- 2024年7月10日 東京新聞 政見放送における手話通訳に関するコメント [39]
- 2024年7月10日 毎日新聞 政見放送における手話通訳に関するコメント [40]
- 2025年4月28日 毎日新聞 万博開会式のテレビ中継で手話通訳なし　当事者団体が表示要望 [41]

他多数

## 著書
単著
- 伊藤芳浩『マイノリティ・マーケティング』筑摩書房、2023年。ISBN 978-4480075406。
- 伊藤芳浩『だいじょうぶ！ ー勇気を出せば、世界はもっと広がるー』フローラル出版、2025年。ISBN 978-4910017655。

共著
- 徳力基彦,渡辺聡,佐藤匡彦,上原仁『アルファブロガー 11人の人気ブロガーが語る成功するウェブログの秘訣とインターネットのこれから』翔泳社、2005年。ISBN 978-4798110202。
- 柴田英寿『オフィスからパソコンがなくなる日』東洋経済新報社、2005年。ISBN 978-4492042335。
- 西井麻美,大江ひろ子,西井寿里,藤倉まなみ『持続可能な開発のための教育(ESD)の理論と実践』ミネルヴァ書房、2012年。ISBN 978-4623064854。
- 野口晃菜,喜多一馬『差別のない社会をつくるインクルーシブ教育』学事出版、2022年。ISBN 978-4761928834。
- 臼井久美子『障害のある人の欠格条項ってなんだろう？ Q&A』解放出版、2023年。ISBN 978-4759261288。
- 野口晃菜,松波めぐみ『障害のある10代のための困りごと解決ハンドブックーあなたがあなたらしく生きるためのヒントー』現代書館、2025年。ISBN 978-4768436110。